# Adam Gyllengahm
Adam Gabriel Gyllengahm, född 29 januari 1784 på Ulriksberg i Lövångers socken, död där 28 december 1861, var en svensk militär.
Adam Gyllengahm var son till överstelöjtnant Gabriel Gyllengahm och Ulrika Folcker. Han blev volontär vid Västerbottens regemente 1793, kadett vid Krigsakademien på Karlberg 1796, utexaminerades därifrån 1800 och blev därefter fänrik vid Västerbottens regemente. År 1804 blev Gyllengahm sekundadjutant vid Västerbottens regemente, 1808 löjtnant, 1813 sekundkapten och major i armén 1829. Han blev tredje major vid Västerbottens fältjägarregemente 1831, överstelöjtnant i armén 1838 och var chef för Norrbottens fältjägarkår 1841–1849. Gyllengahm blev riddare av Svärdsorden 1826.
Han var gift med Beata Albertina Hamrén, som var dotter till prosten Olof Hamrén.